# Служба национальной безопасности Армении

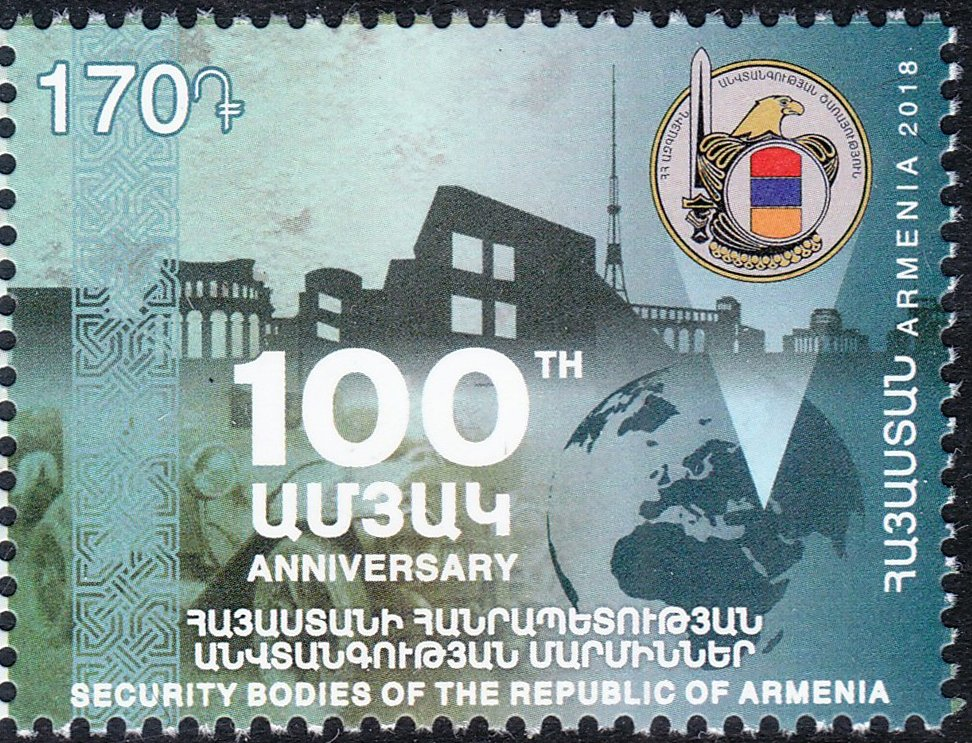
100 лет органам госбезопасности Армении, Почта Армении, 2018

Служба национальной безопасности Республики Армения (арм. Հայաստանի Հանրապետության Ազգային Անվտանգության Ծառայություն) — республиканский орган исполнительной власти, который разрабатывает и реализует политику правительства Армении в области национальной безопасности, а также руководство органами национальной безопасности. Считается главной спецслужбой Армении.
В обязанности Службы национальной безопасности (СНБ) Армении входит защита национальной безопасности Республики Армения от скрыто организуемых угроз. Такие угрозы включают: терроризм, шпионаж и т. д.

## История

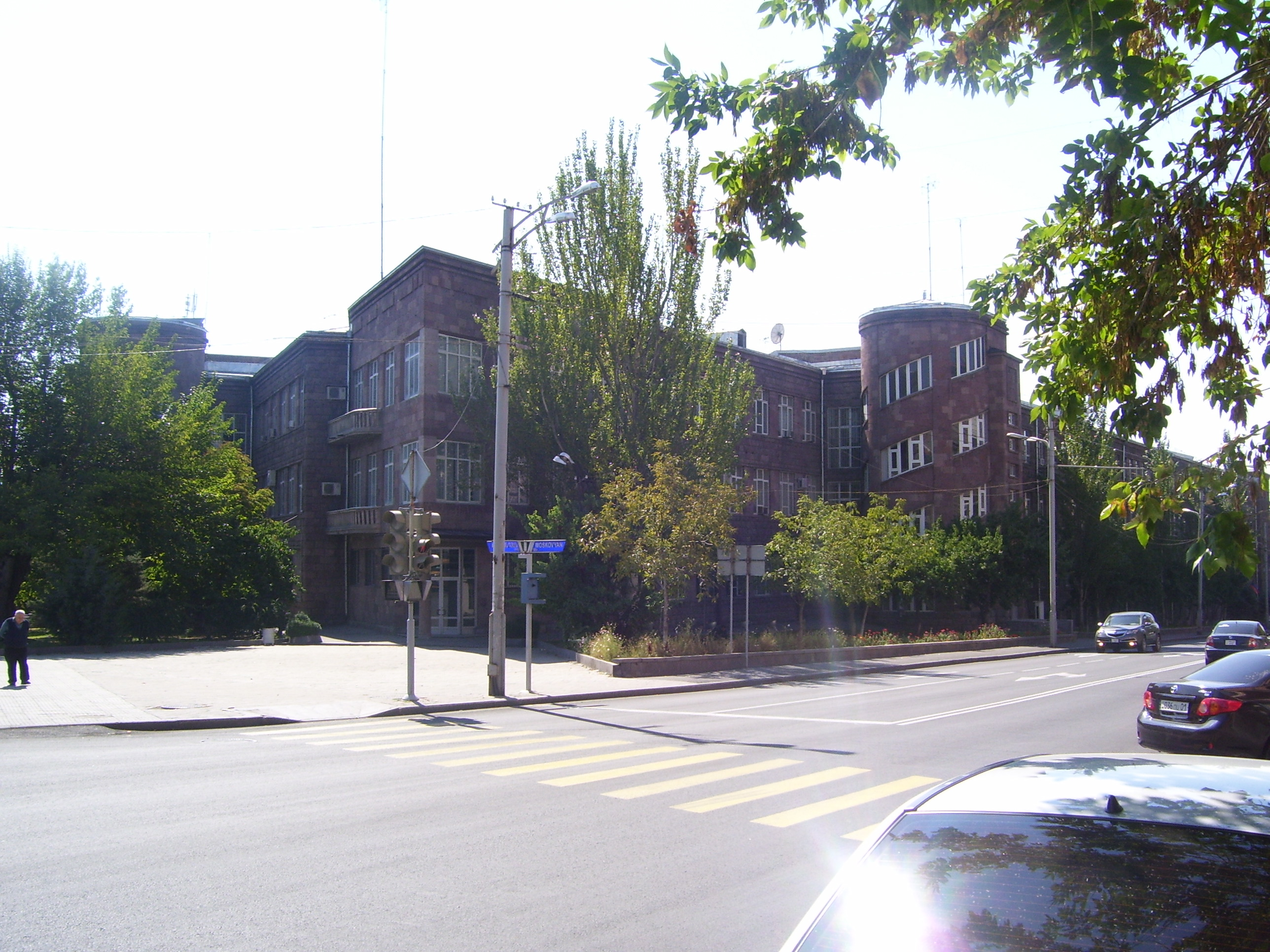
Административное здание СНБ Республики Армения

У Армении есть опыт объединения Министерства нацбезопасности и внутренних дел в одно ведомство. Такое положение продержалось с 1996 по 1999 год. Несмотря на слухи о том, что СНБ расчленят на несколько ведомств по российскому примеру, Служба сохраняет практически неизменной структуру КГБ — в состав СНБ входят и разведка, и пограничные войска, и шифровальщики, и личная охрана премьер-министра.
История органов безопасности Армении, со всеми своими крутыми переломными моментами на тернистом, кровавом, но героическом пути к независимости армянской государственности, неразрывно связана с историей армянского народа, берущей начало из глубин тысячелетий. Исследования показывают, что ещё в Урартский период (IX—VII века до н. э.) основы разведывательной и контрразведывательной деятельности были заложены на государственном уровне, являясь одним из направлений государственной деятельности. Вопросами безопасности в Древней и Средневековой Армении занимались как целые государственные органы (министерства (нахарарутюн) и агентства (горцакалутюн)), так и отдельные государственные чиновники. В центре внимания находилось также хранение военных и иных секретов. В период между падением Киликийского армянского царства в 1375 году и возрождением в результате героических майских сражений 1918 года Первой Республики, потеря армянской государственности явилась самым большим и продолжительным испытанием, которое, однако, не оказалось в силах уничтожить вековую мечту армянского народа о её возрождении. Архивные данные, несмотря на их скудность, дают основание полагать, что, неотъемлемой частью государственной системы Первой Армянской Республики являлись специальные службы.
В тяжёлых условиях 1918—1920 годов эта важная структура не успела стать полностью самостоятельной службой, а начала функционировать в качестве отделения разведки и контрразведки Главного штаба военного министерства Республики Армения, руководство которым за два с половиной года возглавили 4 начальника — полковник Александр Шнеур (с момента создания до сентября 1919 г.), капитан Ваагн Мурадян (с сентября 1919 г. по апрель 1920 г.), капитан Тигран Девоянц (апрель-июнь 1920 г.), подпоручик Микаел Додохян (с июля 1920 г. до распада Республики). Основу деятельности специальных служб Первой Армянской Республики составляла борьба против враждебной деятельности Турции и Азербайджана. При наличии малого числа кадровых ресурсов и при ограниченных возможностях были добыты необходимые сведения о распределении сил в Закавказье, войсковых передвижениях, предпринимаемых Азербайджаном и Турцией подрывных действиях. Был разоблачён ряд азербайджанских шпионов, в том числе был обезврежен и в качестве персоны нон грата выслан из страны дипломатический сотрудник Азербайджана, занимающийся шпионской деятельностью под дипломатическим прикрытием. Разведывательное отделение также пыталось развернуть свою деятельность за рубежом, для реализации которой использовались возможности Министерства иностранных дел. Разведывательная и контрразведывательная работа по разным причинам не получила своего логического продолжения, что также сыграло свою катастрофическую роль в падении первой Республики.
По Александропольскому договору, подписанному 2 декабря 1920 года, в Армении были установлены советские порядки, а первый декрет Революционного комитета от 6 декабря касался создания Чрезвычайной Комиссии (ЧК). Исходя из большевистской идеологии, перед вновь сформировавшимися органами стояли следующие задачи: борьба с контрреволюцией, спекуляцией и должностными преступлениями. Органы ЧК и её правопреемники неуклонно исполняли волю коммунистической партии, зачастую, параллельно своим прямым обязанностям, вынужденно занимаясь бесчестной работой по претворению недальновидной, порой политически безграмотной идеологии руководства страны. Первым руководителем ЧК Армянской ССР назначается Айвазов (Айвазян) Николай Емельянович. В январе 1921 года ею уже руководил известный большевик Шаварш Амирханян (до 1924 г.), заместителем которого был Сергей Мелик-Осипов (руководил ведомством с 1924 по 1929 год).
С марта 1929 по октябрь 1930 года на посту руководителя Государственного политического управления (ГПУ) Армянской ССР друг друга поочередно сменили Седрак Маргарян, Айк Петросян, Седрак Отян, которые впоследствии, как и их предшественник Сергей Мелик-Осипов, стали жертвами сталинских репрессий 1937—1938 годов. Советские органы госбезопасности, наряду с ними и соответствующие подразделения Советской Армении, периодически превращались в орудие карательной политики государства. Только в период 1937—1938 годов в Армении были осуждены 8104 человека, из которых 4530 были приговорены к расстрелу, при этом общее число приговоренных за шпионаж, бандитизм и терроризм составляло 249 человек, то есть, только 3,07 % от общего числа. За время Великой Отечественной войны происходят некоторые изменения в структуре системы безопасности. В феврале 1941 года от Народного комиссариата внутренних дел СССР (НКВД) отделяется Народный комиссариат государственной безопасности СССР (НКГБ), однако, в июле 1941 года эти ведомства снова были объединены в составе НКВД. В апреле 1943 года они снова стали отдельными структурами. В годы Великой Отечественной войны органами безопасности Армении руководил генерал-майор Георгий Иосифович Мартиросов. Он внёс огромный вклад в дело обеспечения государственной безопасности Республики в годы войны. С 15 августа 1952 года по 26 апреля 1954 года Г. И. Мартиросов второй раз возглавляет органы безопасности Армении. В военные и послевоенные годы в органах госбезопасности Армении служило более 260 участников Великой Отечественной войны. С 1945 по 1947 год органами госбезопасности Армянской ССР руководил полковник Никита Аркадьевич Кримян, с 1947 по 1952 год — министр госбезопасности Армянской ССР Сергей Аркадьевич Корхмазян.
13 марта 1954 года Президиум Верховного Совета СССР принял Указ об образовании Комитета государственной безопасности (КГБ). КГБ при Совете министров Армянской ССР с 1954 по 1972 год. возглавлял Георгий Арташесович Бадамянц, с 1972 по 1977 год — Аркадий Павлович Рогозин, с 1977 по 1978 год — Грайр Аванесович Микаелян, с 1978 по 1988 год — Мариус Арамович Юзбашян, с 1988 по 1991 год — Валерий Георгиевич Бадамянц.
23 августа 1990 года была принята Декларация о независимости Армении и КГБ Армянской ССР был переименован в КГБ Республики Армения. По результатам всенародного референдума 21 сентября 1991 года независимость Армении окончательно превратилась в реальность, и с первых же дней на повестку встала проблема переформирования органов безопасности. Законом о структуре и составе правительства Республики Армения, принятым 4 декабря 1991 года, КГБ переименовывается в Государственное управление национальной безопасности Республики Армения (ГУНБ РА), руководителем которого назначается генерал-майор Усик Суренович Арутюнян (занимал должность с 1991 по февраль 1992 года).
Свою преданность новому суверенному государству, как и исключительную значимость своей деятельности, сотрудники органов безопасности доказали, защищая границы Армении и сражаясь за Арцах. Почётного звания «Участник боевых действий» удостоилось 218 действующих и уволенных в запас сотрудников органов национальной безопасности (НБ). Одним из важнейших достижений сотрудников органов НБ является выявление многочисленных случаев участия в составе азербайджанской армии афганских моджахедов, иных иностранных наёмников и агентов, воевавших против Армении и Арцаха. Арутюняна У. А. на посту руководителя ГУНБ сменили генерал-майор Валерий Вагаршакович Погосян (1992—1993), генерал-майор Эдуард Григорьевич Симонянц (1993—1994), Давид Гургенович Шахназарян (с 1994 по май 1995). В 1995 году ГУНБ было переименовано в Министерство национальной безопасности (МНБ) и министром национальной безопасности Республики Армения назначается Серж Азатович Саргсян. 8 ноября 1996 года МВД и МНБ были объединены в составе единого ведомства — Министерства внутренних дел и национальной безопасности Республики Армения (МВД И НБ РА). Руководство структурой продолжил С. Саргсян (занимал должность с 1995 по ноябрь 1999 года). 13 ноября 1999 года Министерство внутренних дел и национальной безопасности вновь было разделено на МВД И МНБ.
В ноябре 1999 года министром НБ назначается Карлос Хачикович Петросян (руководил с ноября 1999 по 5 ноября 2004). 17 декабря 2002 года, указом президента Республики Армения, МНБ было переформировано в Службу национальной безопасности (СНБ) при Правительстве Республики Армения. С 8 ноября 2004 года до 12 февраля 2016 года Службой национальной безопасности при Правительстве Республики Армения руководил генерал-полковник Горик Гургенович Акопян. 12 февраля 2016 года директором СНБ при Правительстве Республики Армения назначен Георгий Каренович Кутоян, который занимал эту должность до 10 мая 2018 года. 10 мая 2018 года указом Президента Республики Армения директором СНБ назначен Артур Гагикович Ванецян. Новейшая история органов НБ Республики Армения ознаменовалась успехами, закреплёнными в направлении выявления, предупреждения и пресечения разведывательной и подрывной деятельности некоторых враждебно настроенных государств, организаций и отдельных лиц, в том числе — агентов иностранных спецслужб. В общей сложности за 1991—2018 годы органами национальной безопасности Республики Армения было возбуждено и расследовано более 1800 уголовных дел. К уголовной ответственности за разведывательную и террористическую деятельность против Республики Армения привлечены 23 лица.
28 июня 2018 года постановлением премьер-министра Республики Армения утверждены новый устав и структура Службы национальной безопасности Республики Армения. Кроме традиционных направлений деятельности Службы, отмечена и функция по обеспечению экономической безопасности и противодействию коррупции на институциональном уровне.
7 октября 2023 года создана СВР Армении.

## Основные цели и задачи
Приложения к уставу Службы национальной безопасности Республики Армения, утверждённого постановлением премьер-министра Республики Армения N А860-L от 28 июня 2018 года:

14. Целями Службы национальной безопасности являются:
1) разведывательная деятельность;
2) контрразведывательная деятельность;
3) военная контрразведывательная деятельность;
4) охрана государственной границы;
5) борьба с преступностью.
15. Задачами Службы национальной безопасности являются:
1) обеспечение в пределах своей компетенции суверенитета Республики Армения, неприкосновенности государственных границ, территориальной целостности, конституционного строя, прав, свобод и законных интересов граждан, укрепление обороноспособности Республики Армения;
2) сбор разведывательной информации с целью обеспечения безопасности Республики Армения, усиления её экономического, научно-технического и оборонного потенциала, укрепления безопасности Республики Армения;
3)обеспечение безопасности военно-промышленного комплекса Республики Армения, сфер атомной энергетики, транспорта и связи, экономики, финансов и промышленности, стратегических объектов, а также передовых научных разработок;
4) выявление, предупреждение и пресечение разведывательной и иной подрывной деятельности специальных служб и организаций иностранных государств, а также отдельных лиц, направленной против безопасности Республики Армения;
5) выявление, предупреждение и пресечение преступлений, следствие по которым отнесено к её ведению, а также иных преступлений, ставших известными в процессе исполнения предусмотренных законом своих полномочий, розыск лиц, совершивших эти преступления, или подозреваемых в их совершении;
6) в пределах своей компетенции обеспечение безопасности в государственных органах и учреждениях Республики Армения, вооруженных силах Республики Армения и иных войсках;
7) информирование Премьер-министра и по его поручению органов системы государственного управления и территориального управления об опасности, угрожающей безопасности Республики Армения;
8) обеспечение безопасности дипломатических представительств иностранных государств на территории Республики Армения;
9) обеспечение собственной безопасности (в том числе противодействие в системе службы государственной безопасности техническим разведывательным средствам иностранных государств), осуществление мероприятий по защите составляющих государственную и служебную тайну сведений органов государственной безопасности, использование технических средств с целью предотвращения и пресечения проникновения специальных служб и организаций иностранных государств, преступных групп и отдельных лиц;
10) обеспечение экономической безопасности Республики Армения и в пределах своей компетенции борьба с экономическими преступлениями;
11) осуществление охраны государственной границы Республики Армения — в соответствии с законодательством Республики Армения;
12) разработка и осуществление совместно с соответствующими государственными органами мероприятий, направленных на борьбу с коррупционными проявлениями в государственных органах и органах местного самоуправления, со связанными с иностранными государствами незаконным оборотом оружия и наркотических средств, их контрабандой, легализацией полученного преступным путём имущества, вооруженными формированиями, преступными группами, лицами и организациями, ставящими своей целью насильственное изменение конституционного строя Республики Армения;
13) выявление, предупреждение и пресечение террористических действий;
14) участие в разработке и реализации мероприятий по защите сведений, составляющих государственную и служебную тайну, контроль за охраной государственной и служебной тайны в государственных органах, воинских формированиях, организациях, осуществление в установленном порядке мероприятий, связанных с допуском граждан к сведениям, составляющим государственную и служебную тайну;
15) проведение мероприятий по обеспечению безопасности организаций и граждан Республики Армения за её пределами;
16) регистрация и централизованный учёт посредством радиоконтроля передающих радиоэлектронных средств, радиоданных и радиоизлучений, выявление радиоизлучений и радиоволн радиоэлектронных средств, представляющих угрозу национальной безопасности Республики Армения или используемых в противоправных целях;
17) распределение и назначение радиочастот, получение от управляющих организаций областей радиочастотности, а также аренда линий связи и каналов связи у соответствующих организаций Республики Армения для исключительного использования в Республике Армения и за её пределами правительственной связи и иных видов специальной связи;
18) обеспечение Президента Республики Армения, Премьер-министра, соответствующих должностных лиц государственных органов и органов местного самоуправления правительственной связью и иными видами специальной связи, а также организация криптографической и технической безопасности засекреченной и шифровальной связи в Республике Армения и в представительствах Республики Армения в иностранных государствах, осуществление государственного контроля за этой деятельностью;
19) участие в разработке государственной политики и её реализация в области защиты государственных информационных ресурсов в информационно-телекоммуникационных системах Республики Армения, криптографической и технической защиты информации, противодействия техническим разведкам;
20) обеспечение Президента Республики Армения, Национального Собрания Республики Армения, Правительства Республики Армения, Премьер-министра, министерств, автономных органов, органов территориального управления, Высшего судебного совета, судов, Прокуратуры, Следственного комитета, Специальной следственной службы, Центрального банка Республики Армения, иных государственных органов, дислоцированных на территории Республики Армения военных частей (за исключением военных частей Министерства обороны Республики Армения), а также аккредитованных в Республике Армения дипломатических представительств, дипломатических представительств Республики Армения в иностранных государствах оперативной почтовой связью (за исключением дипломатической почты);
21) перевозка корреспонденции особой важности, совершенно секретной, секретной и иной служебной корреспонденции государственных и дипломатических органов, обеспечение их сохранности.

## Руководители служб безопасности Армении
| Ф. И. О.                       | Звание            | Должность                      | Период службы в должности    | Годы жизни |
| ------------------------------ | ----------------- | ------------------------------ | ---------------------------- | ---------- |
| Айвазян Николай Емельянович    | -                 | Председатель ЧК                | 6 декабря 1920 — январь 1921 | 1889—1937  |
| Амирханян Шаварш Меграбович    | -                 | Председатель ЧК                | 9 февраля 1921 — май 1924    | 1894—1959  |
| Мелик-Осипов Сергей Дмитриевич | -                 | Председатель ЧК                | ноябрь 1924 — январь 1929    | 1882—1937  |
| Маргарян Седрак Николаевич     | -                 | Председатель ГПУ               | март 1929 — ноябрь 1929      | 1898—1937  |
| Петросян Айк Григорьевич       | -                 | Председатель ГПУ               | ноябрь 1929 — май 1930       | 1897—1938  |
| Отян Седрак Геворкович         | -                 | Председатель ГПУ               | май 1930 — октябрь 1930      | 1898—1937  |
| Абулян Арменак Герасимович     | -                 | Председатель ГПУ               | октябрь 1930 — июль 1934     | 1895—1935  |
| Мухдуси Хачик Хлгатович        | майор ГБ          | Начальник НКВД                 | июль 1934 — январь 1937      | 1898—1938  |
| Хворостян Виктор Васильевич    | майор ГБ          | Нарком ВД                      | октябрь 1937 — февраль 1939  | 1903—1939  |
| Коротков Алексей Васильевич    | -                 | Нарком ВД                      | февраль 1939 — февраль 1941  | 1906—1945  |
| Коротков Алексей Васильевич    | -                 | Нарком ГБ                      | февраль 1941 — июль 1941     | 1906—1945  |
| Мартиросов Георгий Иосифович   | генерал-майор     | Нарком ВД                      | 1941—1943                    | 1906—1977  |
| Мартиросов Георгий Иосифович   | генерал-майор     | Нарком ГБ                      | 1952—1953                    | 1906—1977  |
| Мартиросов Георгий Иосифович   | генерал-майор     | Министр ВД                     | 1953—1954                    | 1906—1977  |
| Кримян Никита Аркадьевич       | полковник         | Нарком ГБ / Министр ГБ         | 1945—1947                    | 1913—1955  |
| Корхмазян Сергей Аркадьевич    | полковник         | Министр ГБ                     | 1947—1952                    | 1912—1974  |
| Бадамянц Георгий Арташесович   | генерал-лейтенант | Председатель КГБ при СМ АрмССР | 1954—1972                    | 1910—1988  |
| Рогозин Аркадий Павлович       | генерал-лейтенант | Председатель КГБ при СМ АрмССР | 1972—1977                    | 1918—1998  |
| Микаелян Грайр Аванесович      | генерал-майор     | Председатель КГБ при СМ АрмССР | 1977—1978                    | 1920—1995  |
| Юзбашян Мариус Арамович        | генерал-лейтенант | Председатель КГБ АрмССР        | 1978—1988                    | 1924—1993  |
| Бадамянц Валерий Георгиевич    | генерал-майор     | Председатель КГБ АрмССР        | 1988—1991                    | 1940—2023  |

| Ф. И. О.                     | Звание            | Должность          | Период службы в должности    | Годы жизни |
| ---------------------------- | ----------------- | ------------------ | ---------------------------- | ---------- |
| Арутюнян Усик Суренович      | генерал-майор     | Начальник ГУНБ     | 1991—1992                    | 1945—2006  |
| Погосян Валерий Вагаршакович | генерал-майор     | Начальник ГУНБ     | 1992—1993                    | род. 1944  |
| Симонянц Эдуард Григорьевич  | генерал-майор     | Начальник ГУНБ     | 1993—1994                    | 1937—2005  |
| Шахназарян Давид Гургенович  | -                 | Начальник ГУНБ     | 1994—1995                    | род. 1954  |
| Саргсян Серж Азатович        | -                 | Министр НБ         | 1995—1996                    | род. 1954  |
| Саргсян Серж Азатович        | -                 | Министр ВД и НБ    | 1996—1999                    | род. 1954  |
| Петросян Карлос Хачикович    | генерал-лейтенант | Министр НБ         | 1999—2002                    | род. 1951  |
| Петросян Карлос Хачикович    | генерал-лейтенант | Директор СНБ       | 2002—2004                    | род. 1951  |
| Акопян Горик Гургенович      | генерал-полковник | Директор СНБ       | 2004—2016                    | 1946—2017  |
| Кутоян Георгий Каренович     | генерал-майор     | Директор СНБ       | 2016—2018                    | 1981—2020  |
| Ванецян Артур Гагикович      | генерал-майор     | Директор СНБ       | 2018—2019                    | род. 1979  |
| Кярамян Аргишти Элбекович    | полковник         | Директор СНБ       | 2019—2020                    | род. 1991  |
| Микаел Амбарцумян            | -                 | врио Директора СНБ | 2020                         | род. 1991  |
| Абазян Армен Вагаршакович    | генерал-лейтенант | Директор СНБ       | 8 ноября 2020 — 18 июня 2025 | род. 1971  |
| Андраник Симонян             | генерал-майор     | врио Директора СНБ | с 18 июня 2025               | род. 1989  |

## Спецподразделения

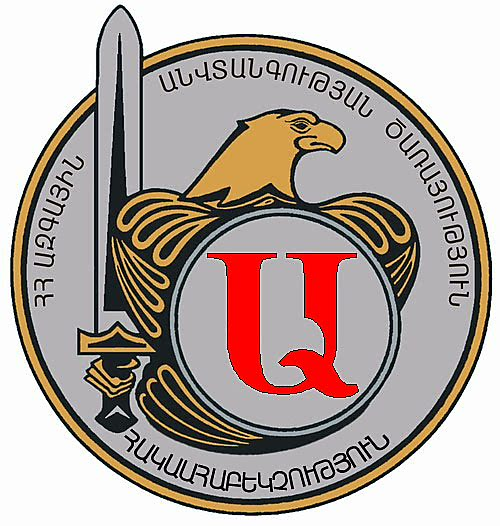
Эмблема спецподразделения «Альфа» СНБ Армении

В составе СНБ Армении действует спецподразделение «Альфа», функции которого аналогичны российской «Альфе», однако армянские «альфовцы» также занимаются охраной высших должностных лиц.